# Evelio Arias Ramos
Evelio Arias Ramos (Ciudad Pemex, Tabasco, 10 de septiembre de 1966 - Ciudad de México, 4 de noviembre de 2008) más conocido como Evelio con V Chica, fue un actor y comediante mexicano.

## Biografía
Su padre se llamaba Evelio Arias Arévalo y su madre Aideé Ramos.
Su carrera profesional ―de casi 30 años― pasó por todas las modalidades del espectáculo: fue comediante, imitador, actor, humorista y cantante, en telenovelas, hizo locución de radio, conducción televisiva, telenovelas, humorismo stand up, en centros nocturnos, cine, teatro y televisión. El personaje que lo lanzó a la fama fue el de «limpiaparabrisas», con el cual se ganó la fama y la simpatía del público. Así aparecía en el programa de revista matutino Un nuevo día, el cual era presentado diariamente por Rebecca de Alba y César Costa.
Trabajaba como cuidador de coches en un salón de fiestas. Un día faltó el comediante contratado para un evento y le pidieron que él amenizara la fiesta y así lo hizo, al darse cuenta de que su actuación le había gustado al público, decidió dedicarse al espectáculo. Como no le gustaba trabajar en televisión, sus amigos lo inscribieron al concurso de humorismo Ratiatán, donde conquistó al público y llamó la atención de productores.
Se destacó por su participación en programas de televisión como Un nuevo día (donde trabajó junto a Rebecca de Alba y César Costa) y La escuelita; pero donde logró consolidarse fue en Vida TV (junto a Galilea Montijo y el guatemalteco Héctor Sandarti).
En 1999 tuvo una pequeña participación en la película El cometa.
En 2000 integró el elenco de la telenovela Siempre te amaré.
En Vida TV, al lado de Galilea Montijo y Héctor Sandarti se consolidó como comediante.
En 2003 trabajó en el melodrama juvenil Clase 406, donde representaba a Paco.
También trabajó en los programas de comedia La escuelita VIP y Los comediantes, entre otros.
Para Televisa Radio, condujo un programa de radio titulado Bésame.
En 2007 integró el elenco cómico de La hora de la papa, donde volvió a trabajar con Galilea Montijo.
Ese mismo año formó parte del reparto de la producción Tormenta en el paraíso, de Juan Osorio.
En los últimos años realizaba un espectáculo de comedia stand-up ―género que en México se llama a veces charlismo― llamado El Show de Evelio con “V” chica.

## Fallecimiento
En octubre de 2008, fue internado en la Ciudad de México Los medios de comunicación mexicanos divulgaron diversas versiones sobre los motivos por los que Evelio estaba en el hospital: que había sufrido un accidente automovilístico, una severa gastritis, un problema gástrico, una inflamación cerebral (que le hacía tener alucinaciones) o cáncer de estómago.
Sin embargo su padre ―también llamado Evelio― desmintió las versiones:

Ingresó porque tenía baja presión y sus pulsaciones estaban muy bajas. Me lo llevé al hospital cuando estaba a punto del desmayo. Yo vivo en Veracruz pero vine a arreglar unos asuntos a la ciudad de México, así que afortunadamente estaba con él; de lo contrario, si Evelio hubiera estado solo, no sé qué habría pasado. Y es que de no haber sido atendido de inmediato, Evelio pudo haber muerto, pues la condición de su corazón estaba muy afectada. Su corazón estaba latiendo muy lento, como que ya no quería seguir funcionando, y tenía la presión en 40/38. Yo la vi muy cerca, pero ahora ahí está mi muchacho, tratando de salir adelante. Los médicos dicen que se trata de una insuficiencia de las glándulas suprarrenales, lo que provoca que ni el sodio ni el potasio sean asimilados por el cuerpo
Evelio Arias (padre)

Falleció el 4 de noviembre de 2008 por la noche, después de pasar dos semanas en un hospital de la Ciudad de México, donde fue ingresado por una grave baja en su presión arterial.
Después de dos semanas internado, falleció el 4 de noviembre en el hospital a causa de un paro respiratorio, causado por una complicación en su presión.
Aunque Evelio Arias Ramos falleció el 4 de noviembre de 2008, debido a una confusión en los medios de comunicación mexicanos (televisión y gráfica), el aniversario de su fallecimiento se recuerda el 5 de noviembre.

## Trabajos
- 1999: El cometa (largometraje), como policía 2.
- 2000: Humor es... los comediantes, como él mismo.
- 2000: Siempre te amaré.
- 2001: Cero En Conducta como el mismo.
- 2001-2005:[9] Vida TV, como Evelio.
- 2003: Clase 406, como Paco.
- 2007: Tormenta en el paraíso, como Tacho.
- 2009: María de Todos los Ángeles, como Delfino. (Grabado en 2007).[10]